# Tania Morales
Tania Paola Morales Bazarte ( 22 de diciembre de 1986 en Guadalajara, Jalisco) es una futbolista mexicana que juega en la posición de mediocampista para el Gallos Blancos Femenil en la Primera División Femenil de México.

## Selección nacional
Participó con la Selección femenina Sub-20 en la Copa Mundial de 2006, quedando eliminadas en primera ronda al no poder obtener buenos resultados dentro del grupo C.
Con la Selección Mayor de México participó en los Juegos Panamericanos 2007 en Brasil, jugó el preolímpico femenino de la CONCACAF en 2008, torneo donde logró anotar 2 goles, sin embargo el equipo no lograría conseguir el pase a los Juegos Olímpicos. En la Copa Oro Femenina de la CONCACAF 2010 , Morales jugó en los cinco partidos y México logró clasificarse para la Copa Mundial Femenina de la FIFA Alemania 2011. En la Copa Oro, Morales fue un suplente en el partido contra la Selección Femenina de fútbol de los Estados Unidos el 5 de noviembre de 2010, donde México ganó por 2-1. US Soccer calificó el partido de "sorprendente sorpresa" y el "mayor resultado en la historia del fútbol femenino mexicano". Morales fue titular en un juego amistoso contra los EE. UU. Sin embargo, Morales, aunque era miembro del equipo mexicano, no jugó en la Copa Mundial Femenina de la FIFA Alemania 2011.
El 27 de noviembre de 2017, Morales fue seleccionado por el Equipo Nacional para participar en los preparativos para competir en los Juegos Centroamericanos y del Caribe Colombia 2018.

## Clubes
Jugó con Leonas Negras de la Universidad de Guadalajara y con el Club Deportivo Guadalajara Femenil en la Superliga Femenil. Anotó cinco goles y consiguió dos asistencias durante la temporada Apertura 2017, en la que jugó 14 partidos. El 4 de noviembre de 2017, Morales anotó el primer gol olímpico de la liga en la semifinal contra el América. Durante la Final que ganaron ante el Pachuca Morales tuvo una asistencia en la victoria.
Actualmente milita en el Querétaro en la Primera División Femenil de México donde es la número 10.

## Honores
- Primera División Femenil de México APERTURA 2017

## Participaciones en Copas del Mundo Sub-20
| Mundial                                        | Sede  | Resultado    | Partidos | Goles |
| ---------------------------------------------- | ----- | ------------ | -------- | ----- |
| Copa Mundial Femenina de Fútbol Sub-20 de 2006 | Rusia | Primera fase | 2        | 0     |